# Confederación Africana de Tenis
Confederación Africana de Tenis ( CAT ) ( francés : Confédération Africaine de tennis ) es el continental órgano de gobierno de tenis en África . Es la organización privada sin fines de lucro con sede en Túnez y afiliada a la Federación Internacional de Tenis . El objetivo principal de la CAT tiene por objeto regular las reglas del tenis en el continente africano y el desarrollo de las infraestructuras fundamentales para ella, también para popularizar en todo el continente, por CAT también reconoce la excelencia de los profesionales en el campo de tenis, incluyendo jugadores y asociaciones miembros con premios y galardones. Es el mayor órgano regional del tenis con 50 países miembros. Inglés y francés son los idiomas oficiales de la organización. De acuerdo con CAT, continente africano es dividido en cinco zonas diferentes en un ámbito geográfico con cada zona tiene su propio jefe zonal.

## Miembros Afiliados
CAT es el mayor organismo regional el reconocimiento del tenis con 50 miembros. Esta es la lista de todos los miembros del CAT, reconocidos por él como representante de su país.
| Países                          | Asociación                                            |
| ------------------------------- | ----------------------------------------------------- |
| Zona I - Norte de África        |                                                       |
| Argelia                         | Algerienne Federación de Tenis (FAT)                  |
| Egipto                          | Egipto Federación de Tenis (ETF)                      |
| Libia                           | Jamahiriya Árabe Federación de Tenis y Squash (LATSF) |
| Mauritania                      | Mauritanienne Federación de Tenis (FMT)               |
| Marruecos                       | Fédération Royale Marocaine de Tenis (FRMT)           |
| Túnez                           | Fédération Tunisienne de Tenis (FTT)                  |
| Zona II - África Occidental     |                                                       |
| Benín                           | Fédération Beninoise de Lawn Tennis                   |
| Burkina Faso                    | Federación de Tenis de Burkina Faso                   |
| Cabo Verde                      | Federação Cabo Verdinana de Tenis                     |
| Costa de Marfil                 | Federación de Tenis Ivoirienne                        |
| Gambia                          | Gambia Lawn Tennis Association                        |
| Ghana                           | Ghana Asociación de Tenis                             |
| Guinea-Bisáu                    | Federação de Tenis da Guiné-Bissau                    |
| Guinea                          | Guinéenne Federación de Tenis                         |
| Liberia                         | Liberia Asociación de Tenis                           |
| Mali                            | Malienne Federación de Tenis                          |
| Níger                           | Nigérienne Federación de Tenis                        |
| Nigeria                         | Nigeria Federación de Tenis                           |
| Senegal                         | Federación Senegalesa de Tenis                        |
| Sierra Leona                    | Sierra Leona Lawn Tennis Association                  |
| Togo                            | Federación Togolesa de Tenis                          |
| Zona III - África Central       |                                                       |
| Camerún                         | Federación Camerunesa de Tenis                        |
| República Centroafricana        | Centrafricaine Federación de Tenis                    |
| República del Congo             | Federación Congoleña de Lawn Tennis                   |
| República Democrática del Congo | Federación Congoleña Démocratique                     |
| Gabón                           | Gabonaise Federación de Tenis                         |
| Guinea Ecuatorial               | Ecuatuaguineana Federación de Tenis                   |
| Zona IV - África Oriental       |                                                       |
| Burundi                         | Federación de Tenis de Burundi                        |
| Chad                            | Fédération Tchadienne de Tenis                        |
| Comoras                         | Fédération Comorienne de Tenis                        |
| Yibuti                          | Djiboutienne Federación de Tenis                      |
| Eritrea                         | Eritrea, la Federación de Tenis                       |
| Etiopía                         | Etiopía Federación de Tenis                           |
| Kenia                           | Kenia Lawn Tennis Association                         |
| Ruanda                          | Rwandaise Federación de Tenis                         |
| Seychelles                      | Seychelles Asociación de Tenis                        |
| Somalia                         | La Asociación de Tenis de Somalia                     |
| Sudán                           | Sudán Lawn Tennis Association                         |
| Tanzania                        | Tanzania Asociación de Tenis                          |
| Uganda                          | Uganda Asociación de Tenis                            |
| Zona V - África del Sur         |                                                       |
| Angola                          | Federação Angolana de Tenis                           |
| Botsuana                        | Botsuana Asociación de Tenis                          |
| Lesoto                          | Lesotho Lawn Tennis Association                       |
| Madagascar                      | Federación Malgache de Tenis                          |
| Malaui                          | Lawn Tennis Association of Malawi                     |
| Mauricio                        | Mauricio Federación de Tenis                          |
| Mozambique                      | Federação Moçambicana de Tenis                        |
| Namibia                         | Namibia Asociación de Tenis                           |
| Sudáfrica                       | Sudáfrica Asociación de Tenis                         |
| Suazilandia                     | Swaziland National Tennis Union                       |
| Zambia                          | Zambia Lawn Tennis Association                        |
| Zimbabue                        | Tenis Zimbabue                                        |